# I Am Joaquin
I Am Joaquin is een korte film uit 1969 geregisseerd door Luis Valdez. De film bestaat uit een serie foto's terwijl een lang gedicht van de Mexicaans-Amerikaanse dichter Corky Gonzales wordt voorgelezen. De film is in 2010 in het National Film Registry opgenomen ter preservatie.